# Borbás Edit
Borbás Edit magyar őstermelő, gazdálkodó. A Borbás Kert családi gazdaság vezetője.

## Életrajz
Tizenéves korában köteleződött el a mezőgazdaság mellett. 20 éves korától besegített a nővére bérelt földjének művelésébe. Ekkoriban figyelt fel rá a szomszédos földbirtokon gazdálkodó Simán László, aki kezdetben értékesítőként foglalkoztatta és Borbás Edit sokat tanult tőle a gyümölcsfák gondozásáról. A mezőgazdaságról szerzett tudására nagy hatással volt még Buzsik József, aki számos „jó tanáccsal” látta el, illetve Dankó József, aki a biotermesztéssel ismertette meg.
Miután apósa kárpótlási jeggyel 6 hektár földhöz jutott bekapcsolódott az ottani munkába. Egy idő után a Balatonhoz közeli föld művelésébe kezdett, felhagyva a Fejér megyei földművelést. A Balaton környéki földterület távolsága miatt felhagyott ennek művelésével, ezután Székesfehérváron vásárolt, illetve bérelt földet családjával, ahol szamócát, almát, cseresznyét, őszi- és sárgabarackot termelt. Borbás Edit munkásságát látva Remsei János fölajánlotta neki, hogy dolgozzanak együtt. A gazda hűtőházának fejlesztésébe kezdtek, illetve felújították a meglévő tárolóit. Borbás Edit ekkoriban kezdte el működtetni a napjainkban is működő gyümölcslégyártó gépsorát.
2013-ban a székesfehérvári Jancsárkert bio- és őstermelői piacának üzemeltetői a legszebb élelmiszerstand díjával jutalmazták meg Borbás Editet. Vargha Tamás és Budai Gyula államtitkárok adták át a díjat.
Varga Imre István, a Nemzeti Agrárgazdasági Kamara Fejér megyei elnökének kezdeményezésére és Győrffy Balázs, a Nemzeti Agrárgazdasági Kamara elnökének javaslatára 2021-ben átvehette az Aranykoszorús Gazdaasszony Díjat.
2021-ben a Magyarország Legszebb Birtoka díj Családi gazdaság kategóriájának döntőjébe került birtokaival.